# Чінголо еквадорський
Чі́нголо еквадорський (Rhynchospiza stolzmanni) — вид горобцеподібних птахів родини Passerellidae. Мешкає в Еквадорі і Перу. Вид названий на честь польського орнітолога Яна Штольцмана.

## Опис

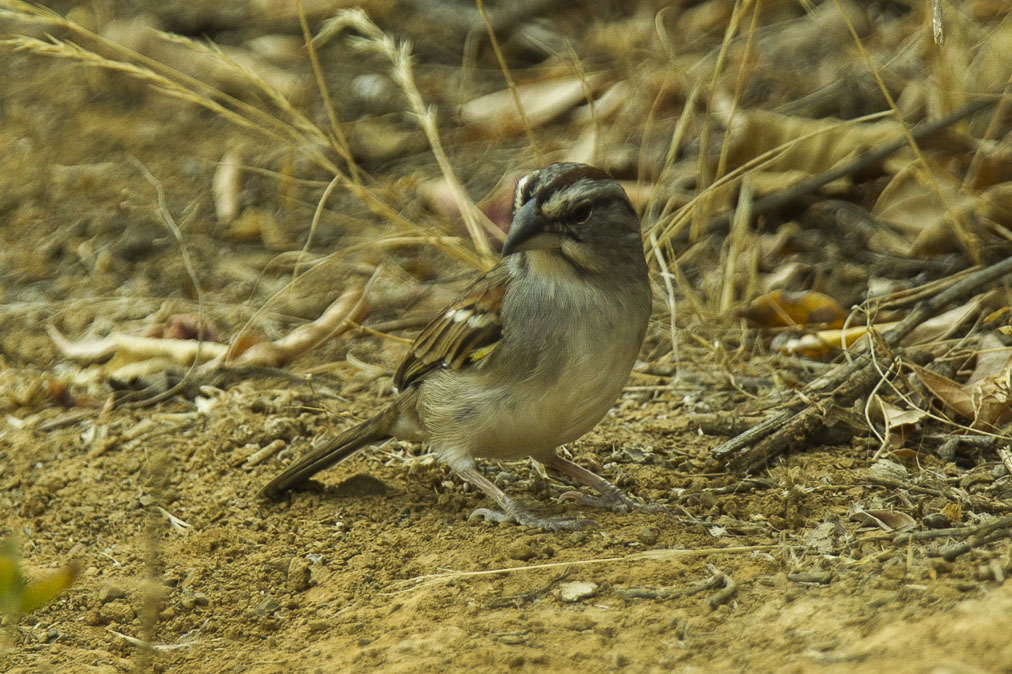
Еквадорський чінголо

Довжина птаха становить 14,5 см. Тім'я сіре, окаймлене з боків каштановими смугами, що ідуть до потилиці. Над очима білі "брови", навколо очей коричневі смуги. верхня частина тіла сірувато-коричнева з охристим відтінком, поцяткована чіткими чорними смужками. крила чорнувато-коричневі, пера на них мають світлі края. Першорядні і джругорядні покривні пера крил чорнуваті з каштановими краями і світлими кінчиками, третьорядні покривні пера каштанові. Згин крила блідо-жовтий. Хвіст чорнувато-коричневий, пера на ньому мають бліді края. Горло біле, нижня частина тіла сірувато-біла. Біля основи дзьоба є темні "вуса". Дзьоб широкий, конічної форми, зверху чорнуватий, знизу роговий. Пісню найчастіше можна почути в період розмноження, вона складається з повторення дзвінкої металевої ноти "чів-чів-чів". Серії складаються з 5 нот, чергуються з трелями.

## Поширення і екологія
Еквадорські чінголо мешкають на південному заході Еквадору (Лоха) та на північному заході Перу (на південь до Ла-Лібертада). Вони живуть в сухих чагарникових заростях і рідколіссях та в напівпустелях, порослих чагарниками і кактусами. Зустрічаються поодинці або парами, на висоті до 1400 м над рівнем моря. Живляться насінням і комахами, шукають їжу на землі. Гніздо чашоподібне, зроблене з трави, встелене м'яким матеріалом, розміщується на землі, серед трави. Сезон розмноження триває з січня по травень і припадає на сезон дощів.